# سازوئیان
سازوئیان (Juncaceae) تیره‌ای از گیاهان گلدار هستند. سازوئیان هشت سرده و در حدود ۴۰۰ گونه دارند.
به این تیره سماریان، و تیره بوریان نیز گفته‌اند.
گیاهان این تیره دارای ریزوم پایا و خزنده‌ای هستند که به کمک آن معمولاً اجتماعاتی همراه با جگنیان (سیپراسه‌ها) را تشکیل می‌دهند و از فرسایش خاک به ویژه در کنار آب‌ها جلوگیری می‌کنند و از شستشوی خاک و شدت عمل آب می‌کاهند.